# گنو دوبروسکی
گنو دوبروسکی (بلغاری: Гено Вълков Добревски؛ زادهٔ ۱۲ مهٔ ۱۹۷۰) بازیکن فوتبال اهل بلغارستان است.
از باشگاه‌هایی که در آن بازی کرده است می‌توان به باشگاه فوتبال بوتو پلوودیو و باشگاه فوتبال پاسوژ د فریرا اشاره کرد.
وی همچنین در تیم ملی فوتبال بلغارستان بازی کرده است.